# János harmadik levele

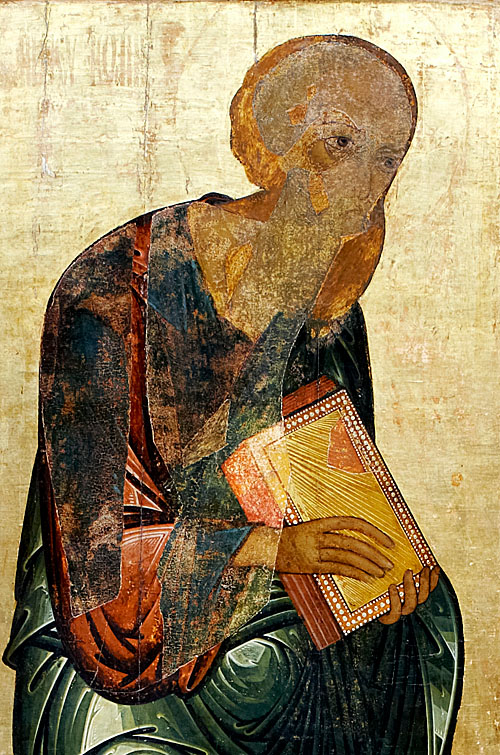
Szent János Evangélista - ikon XV. szd.

János III. levele a hét katolikus levél egyike, amely a Újszövetségben található. A hagyomány alapján János evangélista írta. Ezzel szemben a mai bibliatudósok úgy vélik, hogy egyik "jánosi levelet" sem ő írta. A három "jánosi levél" közül azt is valószínűsítik, hogy a legkorábban keletkezett.

## A szerző
Nem lehet kétség a János II. levele és a harmadik között a szerzőség azonossága. Mindkét levél rövid. Szerzője Öregnek (presbiternek) mutatkozik be, és ugyanazok a mondanivaló lényeges pontjai, a egy feltételezett közösség feletti befolyás.

## A levél szerkezete
- Bevezetés: 1.-2.
- Gájusz dicsérete 3.-8.
- Diotrefesz megrovása 9.-11.
- Demetriusz ajánlása 12.
- Befejezés 13.-15.

## Tartalma
A bevezetésben bemutatkozik a levélírója és megemlíti a címzettet Gájuszt. A tárgyalásban dicséri Gájuszt aki az igazság útján jár, és megdicséri vendégszeretetét is. Diotrefesz viszont nem fogadja be a testvéreket, sőt másokat is megakadályoz abban és kitiltja az egyházból, és nem fogadja el a szerzőt és körét. Gájuszt megkéri nehogy utánozza a rosszat. Demetriusz mellett még maga az isten is tanubizonyságot tesz - írja -, ezért kimondatlanul is ajánlja Demetriuszt. Ebben a levélben óv a belső hatalmi vágy utánzásától, és megjelöli azokat az embereket akikre lehet számítani.